# 北昆西高中

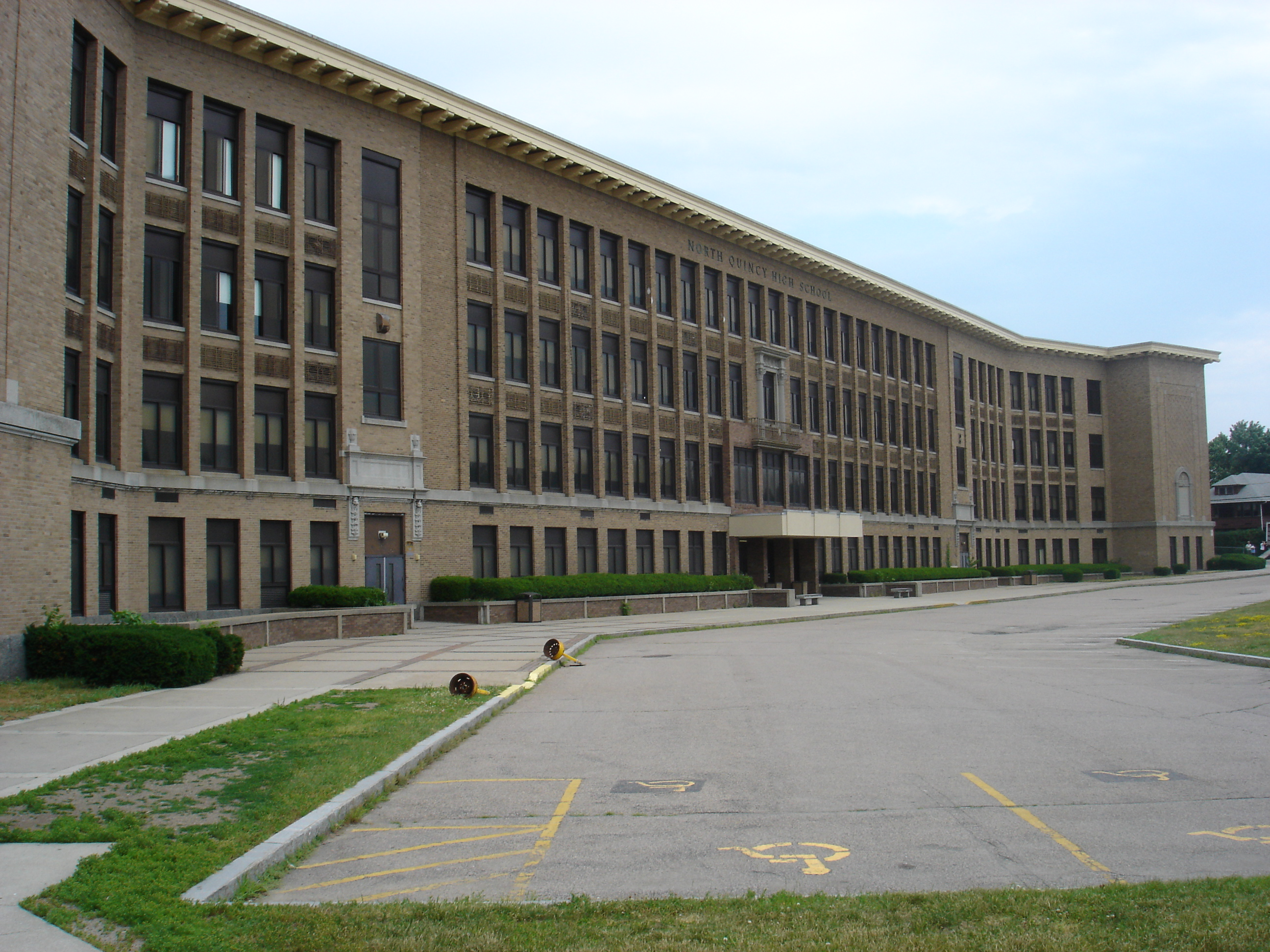
北昆西高中

北昆西高中 (North Quincy High School, NQHS)是一间美国马萨诸塞州昆西的公立高中,也是昆市公立學校的一部分。
北昆西高中于1926年建立北初级中学(North Junior High School)。1930年代,该校每年加了一个学年。 1934年，该校产生了第一批毕业生。1959年，该校的七年级和八年级学生搬去新的大西洋初中 （Atlantic Middle School）。然而，九至十二年级的学生则留在北昆西高中。